# Corcelles-Ferrières
Corcelles-Ferrières är en kommun i departementet Doubs i regionen Bourgogne-Franche-Comté i östra Frankrike. Kommunen ligger i kantonen Audeux som tillhör arrondissementet Besançon. År 2022 hade Corcelles-Ferrières 214 invånare.

## Befolkningsutveckling
Antalet invånare i kommunen Corcelles-Ferrières
Referens:INSEE